# Морарци
Морарци или Моравци, Моравца, Морафча (на гръцки: Αντιγόνεια, Антигония, до 1927 година Μοράφτσα, Морафца) е село в Република Гърция, разположено в дем Кукуш, oбласт Централна Македония. Селото има 122 жители (2001).

## География
Селото е разположено на 11 километра северно от град Кукуш (Килкис).

## История

### В Османската империя
В съдебен процес от 1724 година, в който се разглежда оплакване на жителите на Авретхисарска каза срещу злоупотреби от страна на аяни при събирането на данъци, село Морафча е представлявано от Дельо, син на Стойо, Георги, син на Неделко, Калояни, син на Петко, и Стойко, син на Стоян.
В XIX век Морарци е българско село в каза Аврет Хисар (Кукуш) на Османската империя. В „Етнография на вилаетите Адрианопол, Монастир и Салоника“, издадена в Константинопол в 1878 година и отразяваща статистиката на населението от 1873, Морарци (Morartzi) е посочено като селище в каза Аврет Хисар (Кукуш) със 140 домакинства, като жителите му са 640 българи. В учебните 1881 – 1882 и 1882 – 1883 Българската екзархия издържа учител в Морарци. В 1901 година българският учител в Морарци Никола Дупков от Кукуш е заточен след Солунската афера в Бодрум кале.
През ноември 1880 година морарци се опакват в Екзархията, че владиката и гъркоманите в Кукуш с помощта на власите им отнели църквите. Селяните искат от Екзархията да им се изпрати поне един учител. По-късно отново се оплакват от гръцкия владика заедно с околните села Шемница и Деречифлик.
Към 80-те години на ХІХ век местните жители успяват да откупят цялата си земя от чифликчиите.
Константин Станишев пише за Морарци:
| „ | Това бе една паланка с повече от 400 къщи и с над 2000 будно и предприемчиво население. Тук нямаше не само нито един турчин или циганин, но и никакъв представител на властта. Поради това често пъти в селото се спираше някоя подгонена или нуждаеща се от почивка чета. За Чернопеев, който постоянно търсеше схватки с турския аскер, Морарци бе това, що сярското село Скрижево е било за Гоце, когато е обикалял окръга. Още в далечното минало от морарските стари гробища са били пренасяни нощно време камъни до брега на Солунския залив, близо до устието на река Галик. Тук, натоварени на нарочно спрял в близост параход, се откарват в матушка Русия, да им четат надписите... До 1894 - 1895 година все още живееха в селото люде, кои са взимали живо участие в тяхното пренасяне. В черковно-училищната борба Морарци също е взимало живо участие. След откриването на Солунската гимназия много младежи са завършили нейния пълен курс, някои от които след това са следвали висши науки както в София, така и в странство, на Запад. Занаятчии-дюканджии, както и търговци с прями връзки със Солун не липсваха. Главният поминък на цялото население тук, поради изобилието на черничеви листа в близката околност на селото, бе бубарството. Морарцалиите всяка година изнасяха на пазара най-многото и най-ценните пашкули. | “ |

Според статистиката на Васил Кънчов („Македония. Етнография и статистика“) в 1900 година Морарци има 1200 жители българи християни.
Християнското население на селото е под върховенството на Българската екзархия. По данни на секретаря на Екзархията Димитър Мишев („La Macédoine et sa Population Chrétienne“) в 1905 година в Морарци (Morartzi) има 1600 българи екзархисти и в селото работи българско училище, в което учителства деецът на ВМОРО Димитър Попстаматов.
В Морарци служат униатските свещеници Иван (Дели)Стоянов (1875 – 1910), поп Анагнош, синът му Алекси Анагношев (1906 – 1919), Мико Наков (служил в Морарци и Лельово, 1904 – 1919), Атанас Иванов (служил в и в Мирово и Алексово, 1918 – 1921), Христо Иванов (1912 – 1916).
При избухването на Балканската война в 1912 година 54 души от Морарци са доброволци в Македоно-одринското опълчение. По време на войната в селото влизат българските чети на Гоце Междуречки и Михаил Думбалаков. Думбалаков пише за Морарци:
| „ | Сгушено в недрата на Круша планина, селото се отличава със своя угледен външен вид. Богато и голямо село с чисто български колорит, Мурарци ни посрещна като скъпи гости. | “ |

По данни на католическия свещеник Ван ден Пукхейд селото е изгорено от гръцки военни през Междусъюзническата война.

### В Гърция
В 1913 година след Междусъюзническата война селото попада в Гърция. Населението му се изселва главно в град Струмица и района, тогава в пределите на Царство България, и на негово място са настанени гърци бежанци. През 1926 години селото е прекръстено на Антигония. В 1928 година селото е изцяло бежанско с 96 семейства и 366 жители бежанци.
След 1919 година, когато Струмишко остава в Кралството на сърби, хървати и словенци, морарчани се местят в Мелнишко. Униатските жители на Морарци се установяват край Гара Левуново, където основават село Делчево, днес Ново Делчево.
| Име            | Име       | Ново име | Ново име | Описание                              |
| -------------- | --------- | -------- | -------- | ------------------------------------- |
| Градища        | Γκραδίτσα | Халази   | Χαλάζι   | възвишение на Ю над Морарци           |
| Чалика         | Τσαλίκα   | Склиро   | Σκληρό   | местност на Ю от Морарци              |
| Палук или Ялук | Γιαλούκ   | Ялос     | Γυαλός   | река на ЮИ от Алексово                |
| Торчели        | Τορτσελή  | Палати   | Παλάτι   | възвишение на СИ от Морарци (473,1 m) |
| Пизими         | Πιζίμι    | Рематаки | Ρεματάκι | река на С от Морарци                  |
| Алашли         | Άλασλή    | Корфи    | Κορφή    | възвишение на СЗ от Рамна (570,7 m)   |

## Личности
Родени в Морарци
- Георги Попхристов (1889 – 1959), български журналист
- Мито Морарцалиев, кукушки войвода на ВМОРО през 1912 година[21]
- Петър Бояджиев (1888 – 1971), български фармацевт
- Султана Нурджиева (1850 – 1907), съпруга на Никола Делчев и майка на Гоце Делчев
- Трайко Мечев (Морарцалията), български революционер

Македоно-одрински опълченци
- Вангел Г. Ковачев, 27-годишен, железар, ІІІ отделение, Кукушка чета, 3 рота на 13 кукушкка дружина, убит при Царево село на 30 юни 1913 година[22]
- Гоце Ангелов, 35-годишен, зидар, ІV отделение, Кукушка чета, 4 рота на 14 воденска дружина, убит при Говедарник на 8 юли 1913 година[23]
- Гоце Анд. Алишанов (Алековали), 32 (35)-годишен, земеделец, ІV отделение, Кукушка чета, 4 рота на 14 воденска дружина[24]
- Гоце Калабаков, 1 рота на 3 солунска дружина, ранен на 19 юни 1913 година, кръст „За храброст“ IV степен[25]
- Димитър (Мито) Хр. Алишанов (Алиманов), 25 (26)-годишен, зидар, неграмотен, Кукушка чета, 4 рота на 14 воденска дружина[26]
- Иван Мицев Ицин Янев (1877 – след 1943), македоно-одрински опълченец, служи във 2-ра рота на 14-а воденска дружина; на 27 март 1943 година като жител на Струмица подава молба за българска народна пенсия, която е одобрена и пенсията е отпусната от Министерския съвет на Царство България[27]
- Иван Ташев (1876 – 1924), български революционер, деец на ВМОРО, македоно-одрински опълченец, войвода на Кукушката чета
- Илия (Ильо) Ат. Бакалов, 27-годишен, земеделец, IV отделение, Кукушка чета, 4 рота на 14 воденска дружина, убит при Царево село, Пехчевско[28]
- Любен (Любе) Наков Чоков, македоно-одрински опълченец, 26-годишен, зидар, IV отделение, Кукушка чета, 3 рота на 15 щипска дружина.[29] Загинал през Първата световна война.[30]
- Мито Андонов, 3 рота на 15 щипска дружина[31]
- Мито К. Ангов, 19 (20)-годишен, обущар, ІV отделение, Кукушка чета, 4 рота на 11 сярска дружина, 15 щипска дружина[32]
- Туше Ан. Бабалов, 33-годишен, земеделец, ІІІ отделение, Кукушка чета на Иван Ташев, 15 щипска дружина[33]
- Христо Андонов, 3 рота на 15 щипска дружина, носител на орден „За храброст“ ІV степен[34]

Други
- Петър Бояджиев (р. 1938), български лекар, по произход от Морарци